# أر إي إنجن
أر إي إنجن، المعروف أيضًا باسم RE Engine وهو اختصار كلمة Reach for the Moon Engine هو محرك ألعاب فيديو تم إنشاؤه بواسطة كابكوم . تم تصميمه في الأصل للعبة ريزدنت إيفل 7: بايوهازرد ، ومنذ ذلك الوقت تم استخدامه في مجموعة متنوعة من ألعاب الشركة مثل ديفل ماي كراي 5 و مونستر هنتر رايز . المحرك هو خليفة محرك كابكوم السابق إم تي فريمورك.

## تاريخ المحرك
تم إنشاء محرك RE في عام 2014، خلال بداية تطوير لعبة Resident Evil 7. تم تصميم المحرك في الأصل مع الأخذ في الاعتبار طبيعة اللعبة الخطية وتم إنشاؤه لجعل تطوير الألعاب أكثر كفاءة. السبب في عدم اختيار فريق التطوير لمحرك طرف ثالث كان أن "محركًا عامًا تم تطويره من قبل شركة أخرى لن يكون مناسبًا" للعبة مثل Resident Evil 7. لم يتم استخدام MT Framework في المشروع بسبب أدوات تطويره البطيئة.

## سمات
يتميز محرك RE بتحسينات مختلفة على إم تي فريمورك ، بما في ذلك ميزات الإضاءة الحجمية والصقل الجديدة. يسمح المحرك أيضًا للمطورين باستخدام القياس التصويري لإنشاء أصول عالية الجودة. كما يتضمن أيضًا دعمًا محسّنًا للواقع الافتراضي مقارنة بسابقه، مما يسمح له بالوصول إلى معدلات إطارات عالية اللازمة لتجنب دوار الحركة . يتضمن أيضًا أدوات لجعل الرسوم المتحركة أسرع، مثل التزوير المعياري ومطابقة الحركة والرسوم المتحركة الإجرائية وإعادة توجيه الحركة. يحتوي RE Engine أيضًا على العديد من خيارات محاكاة الفيزياء الجديدة التي تسمح بحطام أكثر واقعية.

## ألعاب
| Year | Title                             | المرجع             |
| ---- | --------------------------------- | ------------------ |
| 2017 | ريزدنت إيفل 7: بايوهازرد          | [ 12 ]             |
| 2019 | ريزدنت إيفل 2 (2019)              | [ 13 ]             |
| 2019 | ديفل ماي كراي 5                   | [ 14 ]             |
| 2020 | ريزدنت إيفل 3 (لعبة فيديو 2020)   | [ 15 ]             |
| 2020 | ريزدنت إيفل:رزستنس                | [ 16 ]             |
| 2021 | Capcom Arcade Stadium             | [بحاجة لمصدر أفضل] |
| 2021 | Ghosts 'n Goblins Resurrection    | [ 18 ]             |
| 2021 | مونستر هنتر رايز                  | [ 19 ]             |
| 2021 | ريزدنت إيفل فيلدج                 | [ 20 ]             |
| 2022 | Capcom Arcade 2nd Stadium         | [ 21 ]             |
| 2022 | ريزدنت إيفل فيلدج                 | [ 22 ]             |
| 2023 | ريزدنت إيفل 4 (لعبة فيديو 2023)   | [ 23 ]             |
| 2023 | ستريت فايتر 6                     | [ 24 ]             |
| 2023 | Ghost Trick: Phantom Detective    | [بحاجة لمصدر أفضل] |
| 2023 | إكسوبريمال                        | [بحاجة لمصدر أفضل] |
| 2024 | إيس أتورني                        | [ 27 ]             |
| 2024 | دراغونز دوغما 2                   | [ 28 ]             |
| 2024 | Kunitsu-Gami: Path of the Goddess | [بحاجة لمصدر أفضل] |
| 2024 | إيس أتورني                        | [بحاجة لمصدر]      |
| 2024 | ديد ريسنج                         | [ 30 ]             |
| 2025 | هانتر مانستر: وايدز               | [بحاجة لمصدر]      |
| TBA  | Pragmata                          | [ 31 ]             |